# Jacek Sutryk
Jacek Zbigniew Sutryk (ur. 17 września 1978 we Wrocławiu) – polski socjolog i samorządowiec, od 2018 prezydent Wrocławia.

## Życiorys
W 2002 ukończył socjologię na Wydziale Nauk Społecznych Uniwersytetu Wrocławskiego. Został też absolwentem Collegium Humanum – Szkoły Głównej Menedżerskiej z siedzibą w Warszawie. Po studiach objął stanowisko dyrektora Wspólnoty Roboczej Związków Organizacji Socjalnych w Warszawie. Doktorant w Kolegium Ekonomiczno-Społecznym w Szkole Głównej Handlowej w Warszawie i wykładowca w stołecznej Wyższej Szkole Pedagogicznej.
Od 2007 pełnił funkcję dyrektora Miejskiego Ośrodka Pomocy Społecznej we Wrocławiu. W 2011 objął stanowisko dyrektora Departamentu Spraw Społecznych Urzędu Miejskiego Wrocławia, zajmując je przez siedem lat. Sprawował nadzór nad wrocławskimi instytucjami kultury, jednostkami sportu i rekreacji, zdrowia i pomocy społecznej (m.in. Miejskim Ośrodkiem Pomocy Społecznej), Młodzieżowym Centrum Sportu Wrocław, Wrocławskim Zakładem Aktywności Zawodowej, Wrocławskim Centrum Integracji, Wrocławskim Zespołem Żłobków, Wrocławskim Centrum Rozwoju Społecznego. W latach 2010–2017 przez dwie kadencje był członkiem Rady Pomocy Społecznej przy ministrze pracy i polityki społecznej (od 2014 jako jej przewodniczący).
W wyborach samorządowych w 2018 kandydował jako polityk bezpartyjny na stanowisko prezydenta Wrocławia z listy wyborczej Koalicji Obywatelskiej. Oprócz PO, Nowoczesnej i startującej tam z list KO UP poparł go również dotychczasowy prezydent Rafał Dutkiewicz oraz współtworzące jego komitet wyborczy partie SLD i UED. W pierwszej turze głosowania z 21 października uzyskał 129 669 głosów (co stanowiło 50,2%), podczas gdy druga w głosowaniu Mirosława Stachowiak-Różecka z PiS otrzymała 71 049 głosów (27,5%). Rozpoczął urzędowanie na stanowisku prezydenta Wrocławia po zaprzysiężeniu 19 listopada 2018. W 2021 został współzałożycielem i prezesem zarządu stowarzyszenia „Dolny Śląsk – Wspólna Sprawa”. Wszedł też w skład zarządu Związku Miast Polskich oraz rady fundacji Unia Metropolii Polskich, został też wiceprezesem zarządu Stowarzyszenia „Ruch Samorządowy TAK! Dla Polski”. W czerwcu 2024 objął funkcję prezesa ZMP, zastępując Zygmunta Frankiewicza.
W trakcie pełnienia urzędu prezydenta Wrocławia powoływany do rad nadzorczych Regionalnego Centrum Gospodarki Wodno-Ściekowej i Śląskiego Centrum Logistyki, w latach 2020–2021 był też członkiem rady nadzorczej Kolei Dolnośląskich.
W wyborach samorządowych w 2024 wystartował ponownie na prezydenta Wrocławia (z ramienia KWW Jacek Sutryk Lewica i Samorządowcy z oficjalnym poparciem Platformy Obywatelskiej). W pierwszej turze z 7 kwietnia zdobył 34,3% głosów, przechodząc do drugiej tury. W drugiej turze z 21 kwietnia otrzymał 68,3% głosów, pokonując Izabelę Bodnar i uzyskując reelekcję na drugą kadencję.
14 listopada 2024 roku został zatrzymany przez funkcjonariuszy Centralnego Biura Antykorupcyjnego i przewieziony do prokuratury, gdzie postawiono mu kilka zarzutów: wręczenia łapówki ówczesnemu rektorowi Collegium Humanum w zamian za wydanie mu przez uczelnię dyplomu ukończenia studiów podyplomowych Master of Business Administration, chociaż zdaniem prokuratury studiów tych nie ukończył, oraz wykorzystania tego nielegalnie wystawionego dyplomu do uzyskania stanowisk w radach nadzorczych, a następnie pobieranie wynagrodzenia za pracę w radach, które w sumie wyniosło 230 tys. zł, co prokuratora zakwalifikowała jako wyłudzenie. Dzień po zatrzymaniu Sutryk został zwolniony.

## Odznaczenia i wyróżnienia
W 2021 i 2022 zajmował odpowiednio pierwsze i drugie miejsce w rankingu prezydentów miast organizowanym przez „Newsweek Polska”. W 2022 wyróżniony tytułem doktora honoris causa Lwowskiego Narodowego Uniwersytetu Rolniczego.
Otrzymał m.in. Złoty Medal „Za zasługi dla polskiego ruchu olimpijskiego” (2019), Złotą Odznakę Honorową za Zasługi dla Związku Sybiraków (2021) Medal Medalem Za zasługi dla SKMP ONZ (2024).